# Teatro della Canobbiana

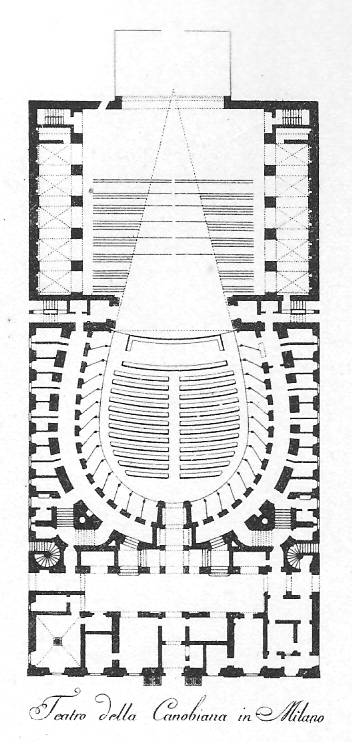
Teatro della Canobbiana, Grundriss

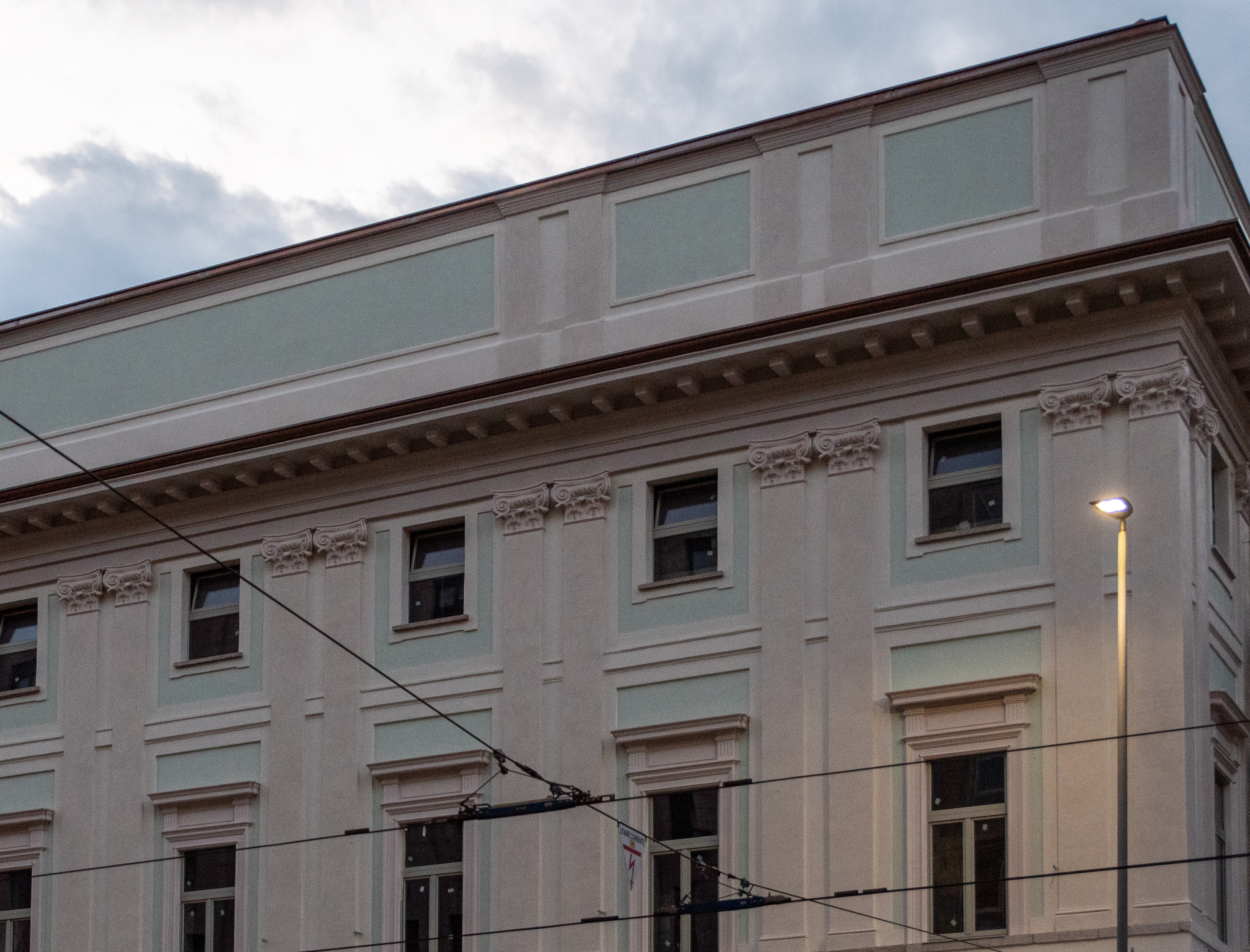
Teatro Lirico, Fassade nach der Renovierung (2019)

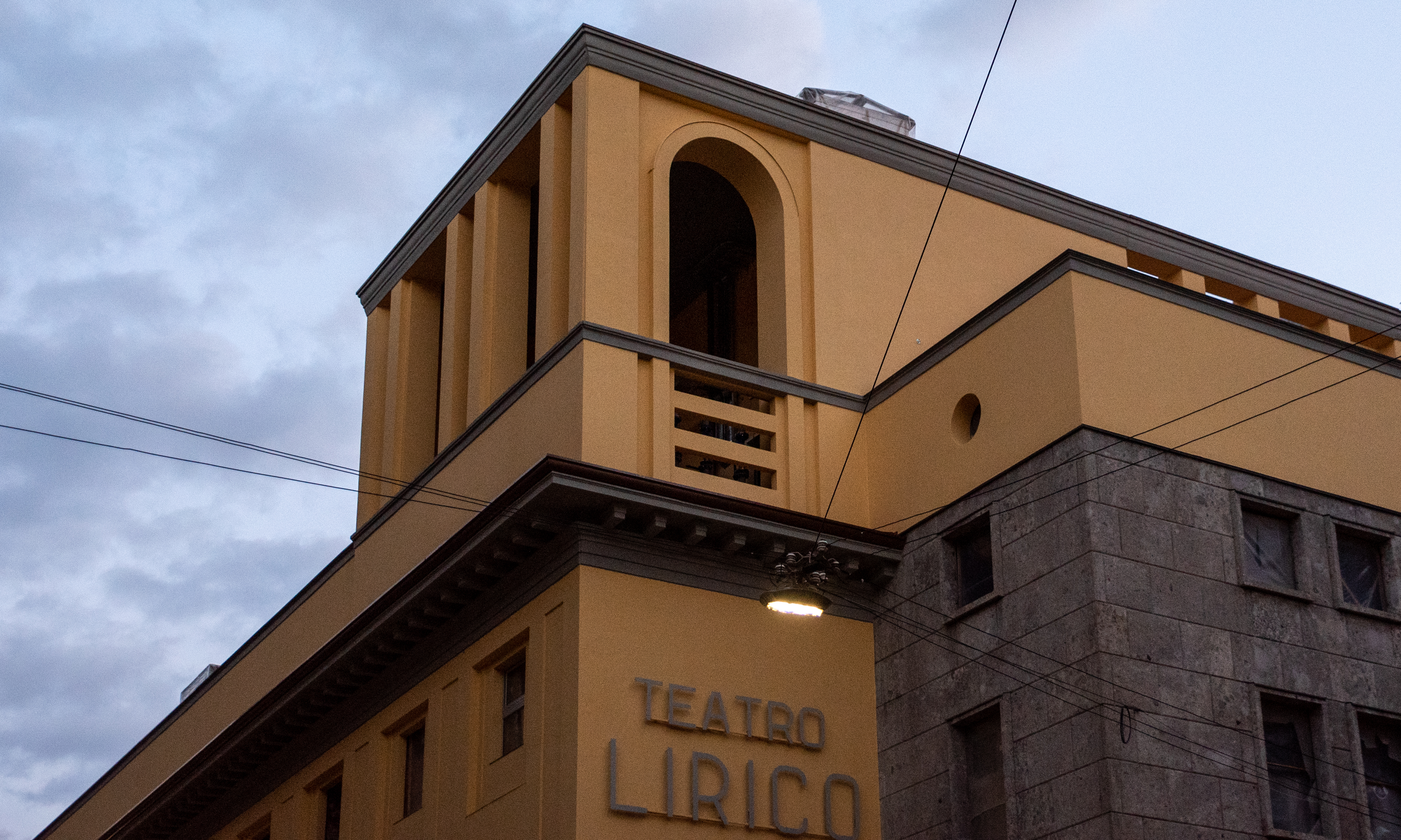
Teatro Lirico, Rückseite nach der Renovierung (2019)

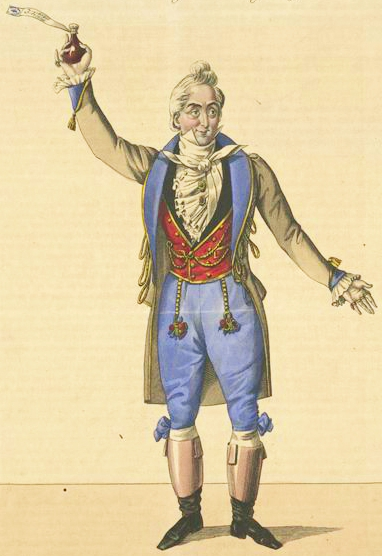
Giuseppe Frezzolini 1832 als Dulcamara im Liebestrank

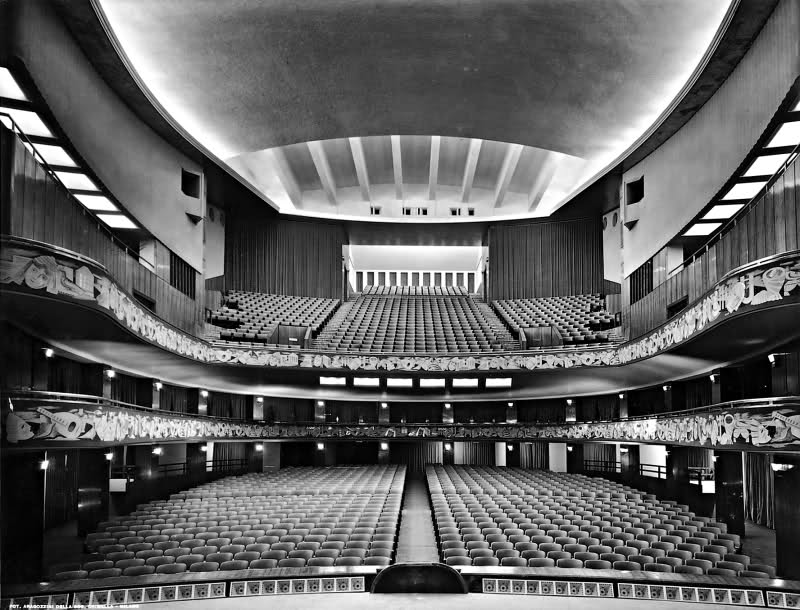
Modernisiertes Auditorium (1938)

Das Teatro della Cannobiana (manchmal auch als La Cannobiana bezeichnet, später auch als Teatro lirico di Milano) ist ein Theater in Mailand.

## Geschichte
1717 wurde in Mailand das Teatro Regio Ducale in einem Flügel des Palazzo Reale erbaut, der mehrfach abbrannte und wiederaufgebaut wurde, aber am 25. Februar 1776 durch ein Feuer vollständig zerstört wurde.
Maria Theresias Sohn Erzherzog Ferdinand schlug vor, die Stadt Mailand mit zwei Theatern auszustatten: Mit dem Haupttheater („edel“) in der Nähe des Hofes auf dem Gebiet der entweihten Kirche Santa Maria alla Scala sollte das heutige Teatro alla Scala errichtet werden. Das zweite („volkstümlichere“) sollte auf dem Gebiet der Cannobianischen Schulen errichtet (der Name kommt von Paolo da Cannobio) werden. Die Scala galt als „großes“ Theater, das andere Theater war ihm im Rang nachgeordnet. Beide Bauprojekte, die sich in der Typologie des italienischen Theaters in ihrem hufeisenförmigen Grundrissen sowie den Logenreihen und Galerien ähneln, wurden vom Königlichen Architekten Giuseppe Piermarini entworfen.
Das neue Theater „la Cannobiana“ wurde am Abend des 21. August 1779 (ein Jahr nach dem Teatro alla Scala) mit einer Oper von Antonio Salieri und eingeweiht. 1832 wurde hier der Liebestrank von Gaetano Donizetti uraufgeführt. Langjährig wurden beide großen Mailänder Theater von den Unternehmern gemeinsam geleitet.
Mit der Reduzierung der kommunalen und staatlichen Subventionen begann für das Cannobiana ab 1870 eine Situation des Niedergangs. Der Musikverlag Sonzogno ließ es restaurieren und änderte den Namen bei seiner Wiedereröffnung 1894 in Teatro Lirico Internazionale. Dieses Theater ist wieder ein wichtiges kulturelles Zentrum. 1914 fand hier zeitgleich mit dem Theater Vittorio Emanuele II in Turin die Premiere des Films Cabiria statt, der als erster Blockbuster der Kinogeschichte gilt. Seit 1926 ist das Haus wieder im Besitz der Stadt Mailand, wurde aber 1938 durch ein schweres Feuer beschädigt. Die Rekonstruktion durch den Architekten Antonio Cassi Ramelli erfolgte in modernisierter Form. Hier trat auch Benito Mussolini als Redner auf.
Nach dem Krieg kehrten die Gattungen Oper und Schauspiel zurück, ab 1960 spielte hier das Piccolo Teatro von Paolo Grassi und Giorgio Strehler. 1999 musste das Theater wegen finanzieller Schwierigkeiten schließen. 2003 wurde das geschlossene Theater dem im gleichen Jahr verstorbenen Cantautore und Schauspieler Giorgio Gaber gewidmet.
2015 wurde von der Stadtverwaltung ein Bauauftrag über 8 Millionen Euro für die Renovierung des Theaters vergeben. Mit den Arbeiten wurde 2016 begonnen. Aufgrund unvorhergesehener Probleme beim Bau, wie die Entfernung größerer Mengen Asbest sowie eines Rechtsstreites mit der Betreibergesellschaft musste der Eröffnungstermin mehrmals nach hinten verschoben werden. Der Ausbruch der COVID-19-Pandemie führte zu weiteren Verzögerungen. Die letzten kleineren Arbeiten sollen im Frühjahr 2021 abgeschlossen werden. Die Baukosten waren in der Zwischenzeit auf knapp 12 Millionen Euro angestiegen. Mit der für 2021 geplanten Eröffnung wird das Teatro della Canobbiana offiziell in Teatro Giorgio Gaber umbenannt.

## Uraufführungen
- Antonio Salieri: Il talismano – 21. August 1779
- Gennaro Astarita: Non si fa, ma si prova – 1791
- Francesco Pollini: La casetta nei boschi – 1798
- Giacomo Cordella: Gli avventurieri – 1825
- Nicola Vaccai Romeo e Giulietta – 31. Oktober 1825
- Stefano Pavesi: La donna bianca di Avenello – 1830
- Gaetano Donizetti: Le convenienze ed inconvenienze teatrali – 1831
- Cesare Pugni: Il disertore svizzero – 1831
- Luigi Ricci: La neve – 1831
- Donizetti: L’elisir d’amore – 12. Mai 1832
- Pugni: I contrabbandiere – 1833
- Pugni: Un episodio di San Michele – 1834
- Angelo Frondoni: Un terno al lotto – 1835
- Lauro Rossi: Leocadia – 1835
- Alberto Mazzucato: Don Chisciotte – 1836
- Pietro Antonio Coppola: La bella Celeste degli Spadari – 1837
- Alessandro Nini: La marescialla d’Ancre – 1847
- Lauro Rossi: Il domino nero – 1849
- Antonio Cagnoni: La valle d’Andorra – 1851
- Lauro Rossi: La sirena – 1855
- Emanuele Muzio: Le due regine – 1856
- Carlo Pedrotti: Guerra in quattro – 1861
- Antonio Cagnoni: Claudia – 1866
- Giacomo Rust: La zingara rivale – 1867
- Amilcare Ponchielli: Il genio della montagna – Februar 1874
- Umberto Giordano: Il voto – 1897
- Francesco Cilea: L’Arlesiana – 27. November 1897
- Giordano: Fedora – 17. November 1898
- Leoncavallo: Zazà – 10. November 1900
- Cilea: Adriana Lecouvreur  – 6. November 1902
- Lorenzo Filiasi: Manuel Menendez – 1904
- Giordano: Marcella – 9. November 1907
- Franz Lehár: La danza della libellule – 1922
- Lehár: Gigolette – 30. Dezember 1926